# グランデュエル〜深きダンジョンの秘宝〜
『グランデュエル〜深きダンジョンの秘宝〜』（グランデュエル ふかきダンジョンのひほう）は、1999年12月10日にボトムアップから発売されたゲームボーイカラー専用のカードタイプロールプレイングゲーム。
2作目が2001年にゲームボーイアドバンスで発売予定であったが、2000年3月末日にボトムアップが倒産した事により利権関連も含め、どこにも譲渡はされず幻のゲームとなった。 『グランデュアル2』の発売は利権的な問題も含めて倒産時に有耶無耶になってしまった為、現在まったくの未定（休止）状態となっている。
攻略本が電撃NINTENDO64特別編集として旧メディアワークスより発売された。